# Кулакова (деревня)
Кулако́ва — деревня в Боханском районе Иркутской области России. Входит в состав Тарасинского муниципального образования.

## География
Находится на правом берегу Ангары, при впадении в неё реки Кулакова, в 32 км к юго-западу от центра сельского поселения — села Тараса.

## Население
| 2002 | 2010 | 2011 | 2012 |
| ---- | ---- | ---- | ---- |
| 187  | ↘150 | →150 | ↗151 |

По данным Всероссийской переписи, в 2010 году в деревне проживало 150 человек (70 мужчин и 80 женщин).